# Поварницын, Владимир Алексеевич
Владимир Алексеевич Поварницын (14 [26] июня 1899, Вятка — 21 октября 1962, Киев) — советский геоботаник и дендролог, член-корреспондент Академии наук УССР.

## Биография
Родился в городе Вятке 14 (26) июня 1899 года. Отец — Алексей Николаевич, мать — Екатерина Михайловна.
В 1910 году поступил в Вятское Александровское реальное училище. В 1917 году окончил седьмой класс данного училища и поступил в Казанский университет. В 1918 году прервал учёбу в университете и возвратился в Вятку, где работал старшим лаборантом ботанического кабинета в краеведческом музее. В 1919 году в экспедиции по маршруту Вятка—Суна—Нолинск—Нартас—Малмыж описал 14 новых для губернии растений. 
В 1920 года совершил поездку на Тукмачёвскую лесную дачу (ныне памятник природы «Медведский бор», Нолинского района Кировской области). В 1920—1921 годах провёл обследования Глушковской и Лаптевской лесных дач (ныне заповедник Нургуш). В 1921 году опубликовал первую статью «Новые виды Вятской флоры» в Журнале Русского Ботанического общества.
В 1925 году окончил Казанский университет и поступил в аспирантуру Ленинградского лесотехнического института им. С. М. Кирова, где после её окончания работает до 1935 года. С 1926 года член Всесоюзного Ботанического общества. С 1935 по 1937 годы работал в Ленинградском государственном университете.
В 1937—1945 годах работал в Сибирском лесотехническом институте в Красноярске. В 1938 году защитил докторскую диссертацию «Классификация и генезис кедровых лесов СССР». В 1944 году по материалам докторской диссертации издана монография «Кедровые леса СССР».
В 1946 стал заведующим кафедрой дендрологии Киевского лесохозяйственного института. В 1948 году избран членом-корреспондентом АН Украинской ССР
Умер Владимир Алексеевич Поварницын в Киеве 21 октября 1962 года.

## Вклад в науку
В своих ранних публикациях дал первое научное описание территории будущего заповедника Нургуш. Сделал первое обобщение сведений о кедровых лесах СССР. Занимался вопросами систематики и экологии сосны сибирской. Высказал гипотезу о происхождении лесов кедровой формации и предложил классификацию типов кедровых лесов. Развивал принципы типологической классификации лесов. Установил основные закономерности географического распределения географо-климатических ассоциаций и высотно-климатических рядов лесов в горных районах с учётом влияния на них комплекса экологических факторов. Отстаивал использование быстрорастущих древесных пород в практике лесовосстановления.

## Основные труды
- Поварницын В. А. Новые виды Вятской флоры // Журнал Русского Ботанического общества : Журнал. — 1921. — Т. 6. — С. 150—151.
- Поварницын В. А. О северной границе дуба, орешника и клёна в пределах бывшей Вятской губернии // Лесоведение и лесоводство : Журнал. — 1926. — Т. 1, № 5/6. — С. 71–76.
- Поварницын В. А. Типы лесов сибирской лиственницы СССР // Труды Сибирского лесотехнического института : Журнал. — 1941. — С. 17—51.
- Поварницын В. А. Произрастание лиственницы и ее возобновление в Баковском лесничестве Нижегородской губернии // Очерки по фитосоциологии и фитогеографии. — Москва: Новая деревня, 1929. — С. 275—286.
- Коновалов H. А., Поварницын В. А. Лесные ассоциации Баковского лесничества Бакопытлесхоза Нижегородского края // Природа и хозяйство учебно-опытных лесничеств Ленинградского Лесного института. Вып. 2. / Под редакцией профессораов Л. А. Иванова, Н. П. Кобранова и В. Н. Сукачева. — Москва: Новая деревня, 1931. — С. 252—303.
- Поварницын В. А. Типы лесов Черноморского побережья между реками Сукко и Пшадой // Труды Ботанического института АН СССР. Серия Геоботаника : Журнал. — 1940. — Т. 4, № 4. — С. 633—709.
- Поварницын В. А. Типы лесов сибирской лиственницы СССР // Труды Сибирского лесотехнического института : Журнал. — 1941. — С. 17—51.
- Поварницын В. А. Кедровые леса СССР. — Красноярск: ГУУЗ Наркомлеса СССР, 1944. — 218 с.
- Поварницын В. А. Леса даурской лиственницы СССР // Бюллютень МОИП. Отдел биологический : Журнал. — 1949. — Т. 54, № 3. — С. 53—67.
- Поварніцин В. О. Ліси Українського Полісся. — Київ: Вид-во АН УРСР, 1959. — 208 с.

## Награды
Орден Ленина